# 高師久
高 師久（こう の もろひさ）は、南北朝時代の武将。本姓は高階氏。高師直、高師泰、高重茂の弟。

## 生涯
元弘4年（1334年）1月29日、鎌倉の足利直義邸で行われた弓始では4番を務めて10本中9本を的中させている。この日、元号は建武に改元された。
建武の新政では豊前権守に任じられている。
建武3年（1336年）、湊川の戦いで楠木正成を破った足利尊氏は、次に比叡山に籠る後醍醐天皇と新田義貞、延暦寺を攻めようとし、師久を西坂本の総大将に任命して大軍を派遣した。しかし、6月20日に激戦の末師久は新田軍に生け捕りとされてしまい、延暦寺の大衆に身柄を引き渡されてしまった。師久は大衆から神仏の敵であるとされ、処刑された。
なお、『太平記』では西坂本の総大将は高師重となっているが、師重は師久の父であり、書き間違いである。